# Observatorio de la Universidad de Ankara
El Observatorio de la Universidad de Ankara (en turco: Ankara Üniversitesi Gözlemevi) es un observatorio astronómico terrestre operado por el Departamento de Astronomía y Ciencias del Espacio en la Facultad de Ciencias de la Universidad de Ankara. Fue establecido en 1959 por el astrónomo neerlandés Egbert Adriaan Kreiken en Ahlatlıbel, en la provincia de Ankara. En la actualidad, consta de nueve telescopios ópticos y un radiotelescopio que está fuera de servicio. Los instrumentos antiguos se muestran en un museo en las instalaciones del observatorio.

## Historia

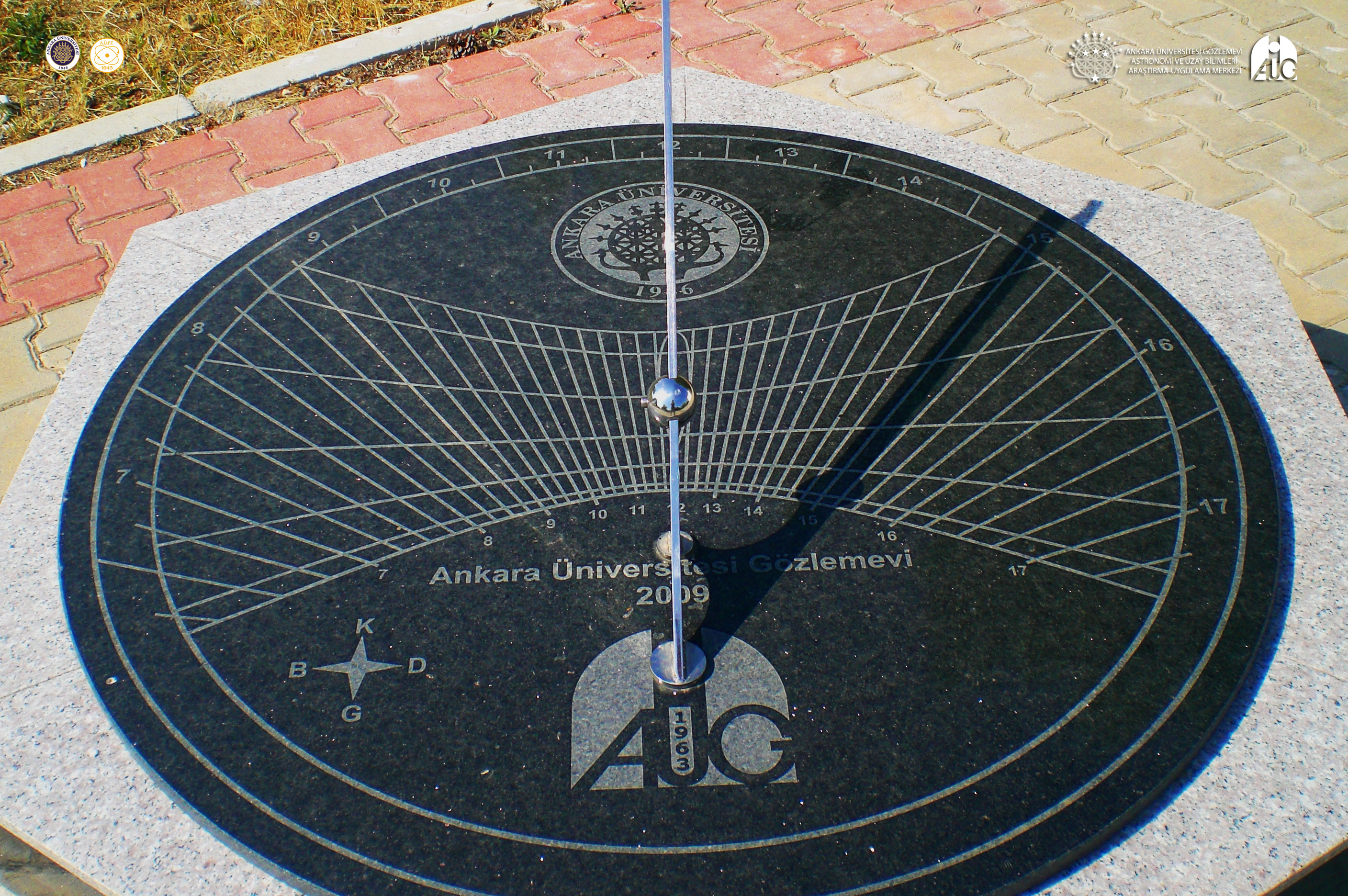
Reloj de sol en el Observatorio.

La Facultad de Ciencias de la Universidad de Ankara decidió en 1954 construir un observatorio para llevar a cabo investigaciones astronómicas. La localidad de Ahlatlıbel en Gölbaşı (Ankara) fue escogida por sus buenas cualidades para la astronomía: alejada de la contaminación lumínica del centro de la ciudad, con 300 noches despejadas al año y con facilidad de acceso desde el campus. Se encuentra a 18 km al sur de Ankara y a una altitud de 1256 metros.
La construcción del edificio principal y de las tres cúpulas tuvo lugar en 1959. La inauguración oficial del observatorio se produjo 26 de agosto de 1963, y fue acompañada de una conferencia astronómica internacional. Al principio, se llevaron a cabo los estudios científicos con un radiotelescopio fabricado por la neerlandesa PTT, un astrógrafo de 5 cm, un telescopio de foco coudé de 15 cm de Zeiss, un microfotómetro Hilger and Watts y un fotómetro Cuffey Iris.

## Equipos

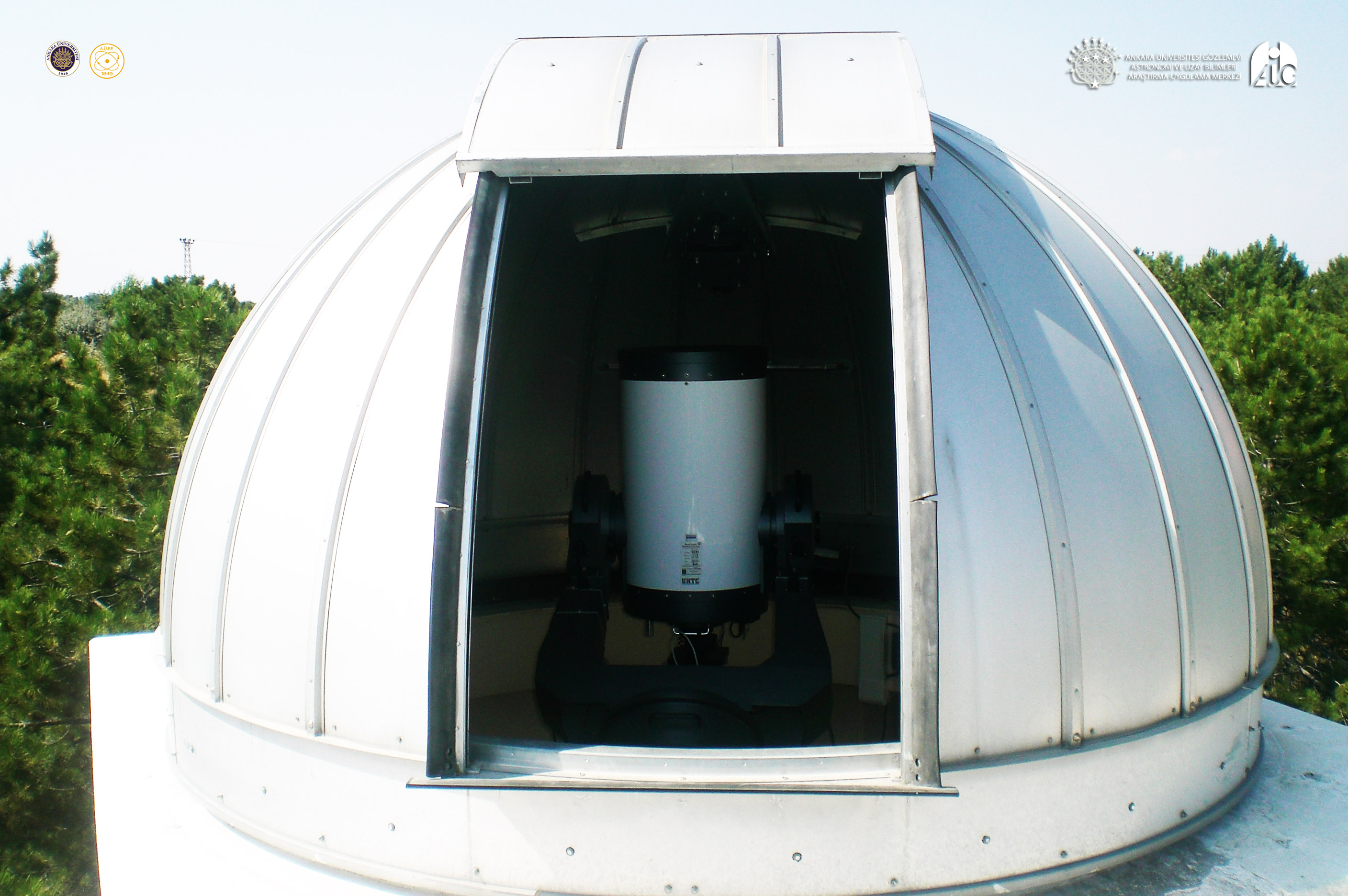
Telescopio Kreiken T40 y cúpula.

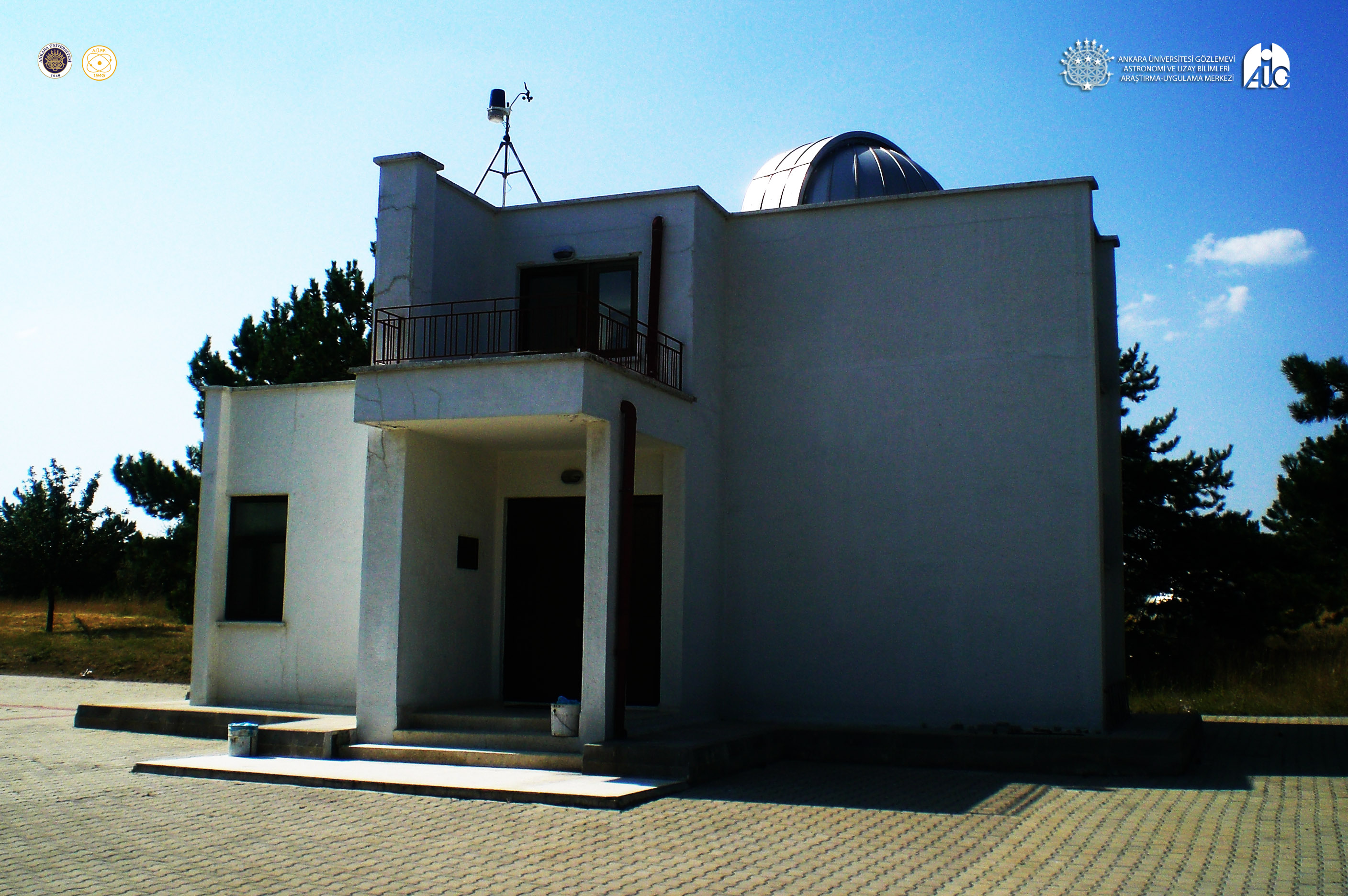
Edificio del telescopio Kreiken T40.

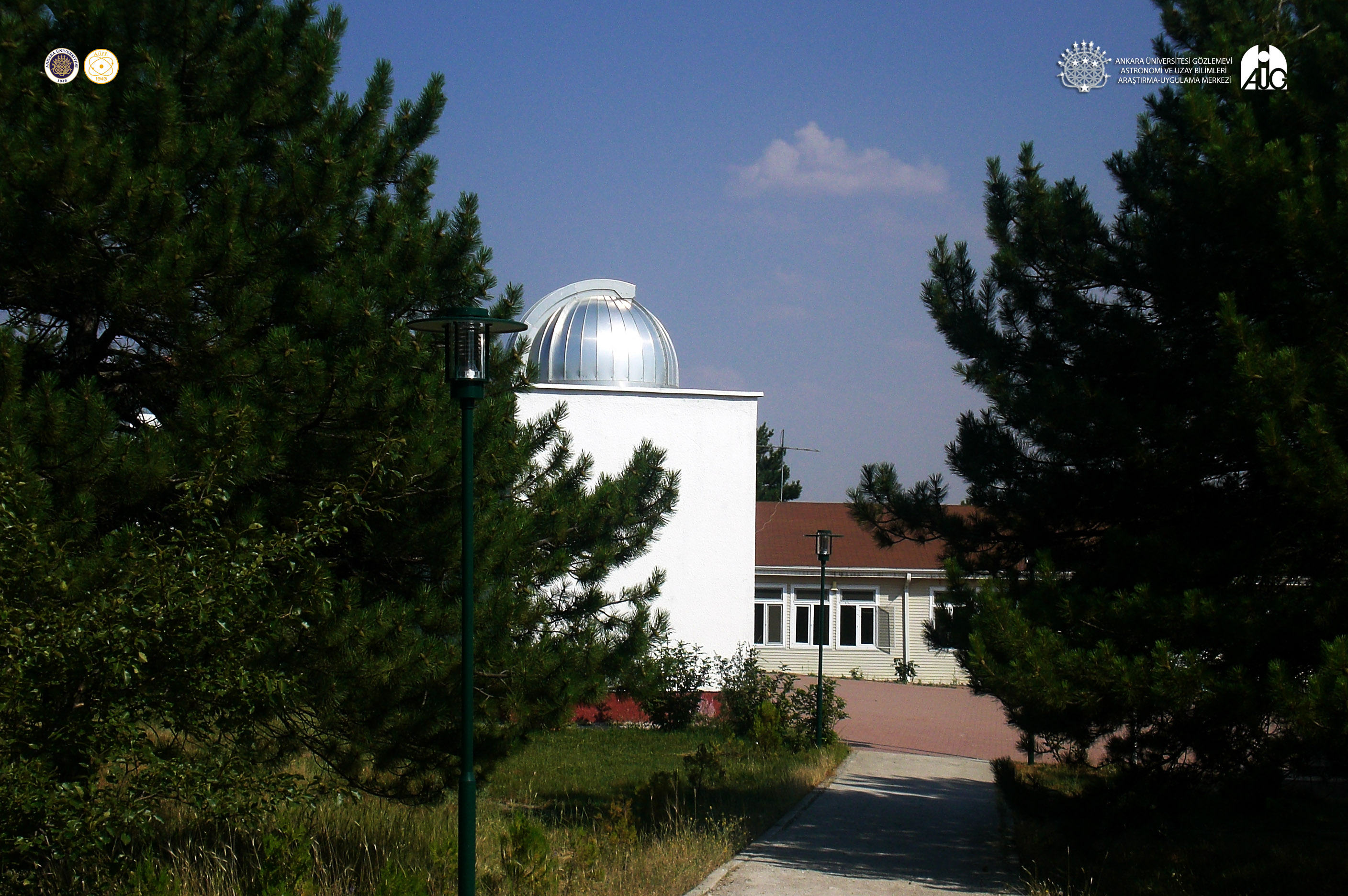
Cúpula del telescopio T35.

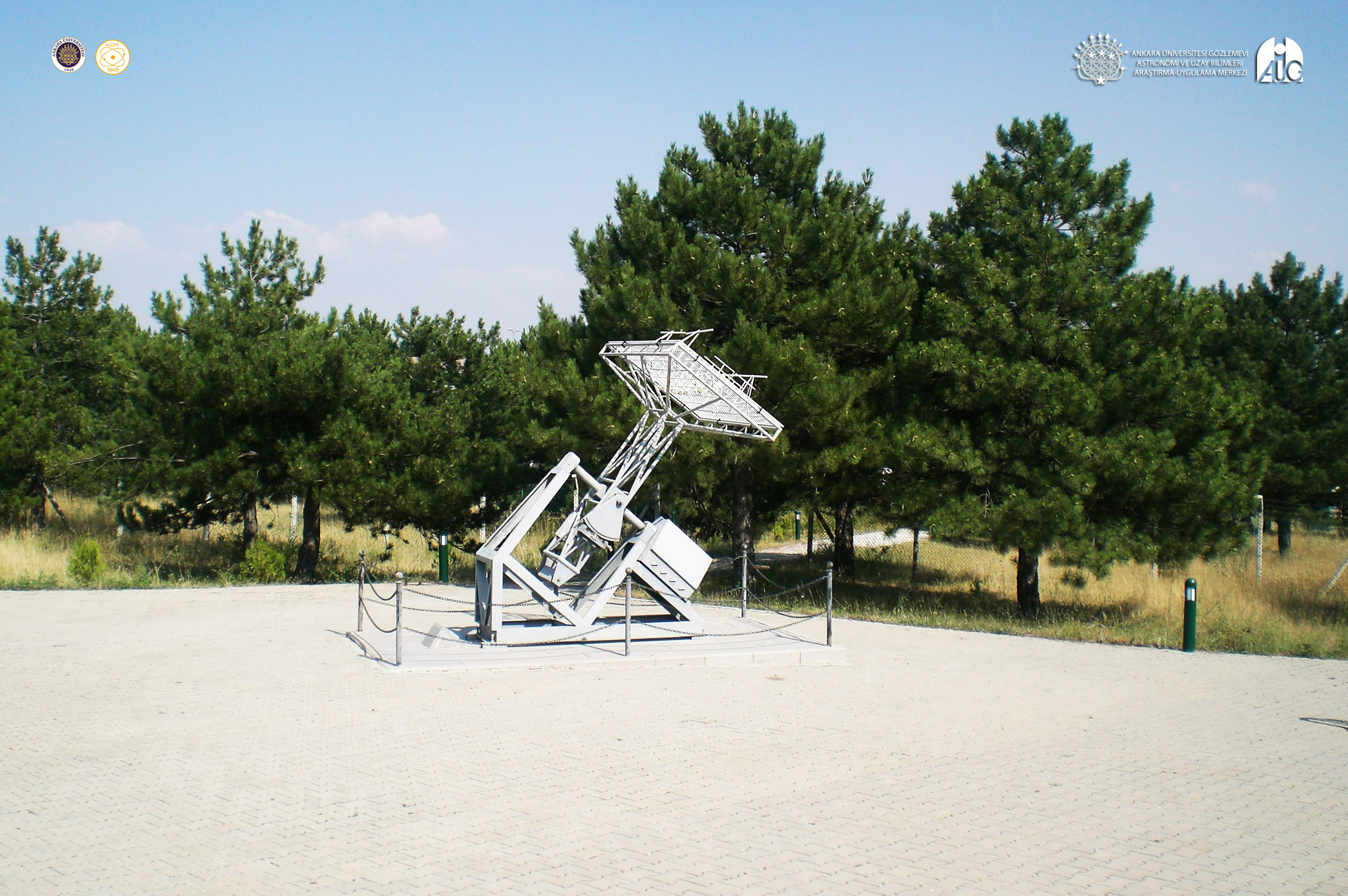
Radiotelescopio.

### Telescopios
Telescopios principales
- Telescopio Kreiken T40, nombrado en honor a Egbert Adriaan Kreiken, fundador del observatorio.
- Telescopio T35
- Telescopio Maksútov T30
- Telescopio Coudé T15

Otros telescopios, para actividades populares y educativas abiertas al público:
- Telescopio Meade LX200 de 8"
- Telescopio Meade ETX-125 5"
- TAD Bresser RB-60 (dos piezas)
- Bresser Mars Explorer ST-70
- Radiotelescopio, actualmente fuera de uso.

### Estación meteorológica
El observatorio también cuenta con una estación meteorológica para observar condiciones atmosféricas tales como la temperatura, la humedad, la presión barométrica, la dirección y velocidad del viento y las precipitaciones. Los datos obtenidos se publican cada cinco minutos en Internet.

## Transporte
El observatorio se encuentra en, Ahlatlıbel, en el bulevar İncek, a unos 2 km del puente Or-An de la carretera a Konya, y es accesible mediante transporte público:
- Desde Güvenpark en Kızılay (Ankara), mediante las líneas 190, 191, 192 y 194.[4]
- Desde Bentderesi en Ulus (Ankara) con Dolmuş.